# Dovremmo essere tutti femministi
Dovremmo essere tutti femministi (titolo originario in inglese We Should All Be Feminists) è un saggio della scrittrice, attivista e femminista nigeriana di etnia igbo Chimamanda Ngozi Adichie. Il libro è stato pubblicato in lingua originale nel 2014 dalla casa editrice Fourth Estate e tradotto e pubblicato in Italia dalla Einaudi. È un adattamento di una conferenza dal titolo We Should Be All Feminists che l'autrice ha tenuto nel 2012 durante il ciclo di conferenze TEDx.
Il discorso dal quale il libro è stato tratto è stato inserito nel singolo del 2013 Flawless della cantante statunitense Beyoncé.
Nel libro, Adichie spiega qual è il suo punto di vista sul femminismo moderno. Afferma che il vero problema alla base della disuguaglianze sociali è la mancanza di parità di genere, sottolineando più volte quanto sia importante educare ragazzi e ragazze all'uguaglianza e al rispetto altrui. L'autrice racconta in particolare alcuni episodi della sua infanzia e giovinezza, che le hanno fatto capire quanto la società abbia bisogno di femminismo. Inoltre, affronta anche la tematica del femminismo dal punto di vista della società nigeriana, raccontando di come in Nigeria una donna acquisti dignità solo se sposata o di come le donne sono fin da piccole educate nei lavori domestici e non spronate a raggiungere traguardi ambiziosi.